# Etică aplicată
Etica aplicată este formată dintr-un mănunchi de discipline care încearcă să analizeze filosofic situații, dileme din lumea reală. 
Un rol central în etica aplicată îl joacă argumentarea bazată pe cazuri. Țelul urmărit este cel al identificării convergențelor, în cazuri determinate, dintre analizele făcute din perspectiva unor sisteme de idealuri etice diferite.
O problemă din lumea reală care a generat o uriașă literatură în etica aplicată a fost cea a avortului. Clasic este articolul doamnei Judith Jarvis Thomson.

## Discipline din sfera eticii aplicate
- Etica tehnologiei informației
- Etica bunăstării animalelor
- Etica în afaceri
- Bioetica
- Etica clonării
- Etica medicală
- Etica mediului
- Etica cercetării științifice
- Etica în politicile publice
- Etica relațiilor internaționale
- Etica mijloacelor de informare